# Antonina Rudenko
Antonina Rudenko –en ruso, Антонина Руденко– (1950) es una deportista soviética que compitió en natación. Ganó dos medallas en el Campeonato Europeo de Natación de 1966.

## Palmarés internacional
| Campeonato Europeo | Campeonato Europeo     | Campeonato Europeo | Campeonato Europeo |
| Año                | Lugar                  | Medalla            | Prueba             |
| ------------------ | ---------------------- | ------------------ | ------------------ |
| 1966               | Utrecht (Países Bajos) | Medalla de oro     | 4 × 100 m libre    |
| 1966               | Utrecht (Países Bajos) | Medalla de plata   | 4 × 100 m estilos  |